# 郭四維
郭四維（1533年—1602年），字汝張，號北野，山東東昌府夏津縣人，民籍，明朝政治人物。

## 生平
嘉靖三十四年（1555年）乙卯科山東鄉試第三十四名舉人。隆慶二年（1568年）中式戊辰科會試第三百十九名，三甲第一百六十名進士。历任内丘、紫阳、清苑三县知县，萬曆三年（1575年）七月选授刑科给事中，五年二月升本科右，四月升兵科左，出为池州府知府，十一年二月升河南副使、整飭霸州兵務，八月改整飭密雲兵備事務，晉河南按察使，十七年十月升都察院右僉都御史、巡撫宣府地方，十九年九月回籍聽調。

## 家族
曾祖郭好英；祖父郭子興；父郭鼐。嫡母劉氏；生母殷氏。慈侍下。子效程、則程。